# 上八庙镇
上八庙镇，是中华人民共和国四川省巴中市恩阳区下辖的一个乡镇级行政单位。

## 行政区划
上八庙镇下辖以下地区：
文庙社区、八庙村、三巴村、季台村、断石村、白鹤村、白庙村、窑垭村、文星村、双山村、玉皇观村、登文村、寨城村、西坪村和盘龙村。